# Eleição municipal de Abaetetuba em 2024
A eleição municipal da cidade de Abaetetuba em 2024 ocorreu no dia 6 de outubro (primeiro turno) , com o objetivo de eleger um prefeito, um vice-prefeito e 15 vereadores responsáveis pela administração da cidade, que terá seu início em 1° de janeiro de 2025, e terá seu término em 31 de dezembro de 2028. A atual prefeita Francineti Carvalho, do Movimento Democrático Brasileiro (MDB), estava apta e disputou um novo mandato a frente do poder executivo municipal, sendo reeleita com 41,72% dos votos válidos, correspondente a 42.368 votos nominais, num pleito marcado pelo forte acirramento com o empresário Adamor Bitencourt, candidato pelo Progressistas (PP) que obteve 41,69% dos votos válidos, o que corresponde a 42.336 votos nominais. Assim, a diferença entre os postulantes foi de 32 votos nominais.

## Contexto

### Eleição anterior
A psicóloga Francineti Maria Rodrigues Carvalho, filiada ao Partido da Social Democracia Brasileira (PSDB), foi eleita prefeita de Abaetetuba com 26.153 votos (28,64%), derrotando o então mandatário Alcides Eufrásio da Conceição Negrão, popularmente conhecido como "Chita", do Movimento Democrático Brasileiro (MDB), que obteve 20.615 votos (22,58%). Francineti já havia sido eleita para o cargo máximo do Executivo Municipal em 2008 e 2012, além de ser filha do ex-prefeito Francisco Maués Carvalho, popularmente conhecido como "Chico Narrina", eleito nos pleitos de 1992 e 2000.

### Eleições gerais de 2022
Nas eleições para governador, Helder Barbalho (MDB) foi reeleito em primeiro turno obtendo 83.691 votos (88,78%), contra 9.249 votos (9,81%) de Zequinha Marinho (PL) em Abaetetuba. Os outros candidatos somaram 1.324 votos (1,41%) na cidade.
Já no primeiro turno das eleições presidenciais, Luiz Inácio Lula da Silva (PT) obteve 70.766 votos (71,99%) contra 22.267 votos (22,65%) de Jair Bolsonaro (PL) no município. Outros candidatos somaram 5.266 votos (5,36%). No segundo turno, Lula obteve 72.313 votos (74,22%) e Bolsonaro obteve 25.118 votos (25,78%) na região.

## Calendário eleitoral
| Início        | Fim           | Atividades | Status    |
| ------------- | ------------- | --- | --------- |
| 7 de março    | 5 de abril    | Janela partidária para vereadores trocarem de partido visando concorrer às eleições sem perder o mandato. | Realizado |
| 6 de abril    | 6 de abril    | Data-limite para todas as legendas e federações partidárias obterem o registro dos estatutos no TSE e para todos os candidatos terem domicílio eleitoral na circunscrição em que desejam disputar as eleições com a filiação deferida pelo partido. | Realizado |
| 15 de maio    | 15 de maio    | Início da campanha de arrecadação prévia de recursos na modalidade de financiamento coletivo para pré-candidatos, sem realização de pedidos de voto e obedecendo a regras relativas à propaganda eleitoral na Internet.                             | Realizado |
| 20 de julho   | 5 de agosto   | Realização de convenções partidárias para deliberar sobre coligações e escolher candidatos às prefeituras e aos cargos de vereador. Os partidos têm até 15 de agosto para registrar os nomes na Justiça Eleitoral.                                  | Realizado |
| 16 de agosto  | 16 de agosto  | Início das campanhas eleitorais de forma igualitária, podendo qualquer publicidade ou manifestação com pedido explícito de voto antes da data ser considerada irregular e multada.                                                                  | Realizado |
| 30 de agosto  | 3 de outubro  | Veiculação da propaganda eleitoral gratuita no rádio e na televisão. | Realizado |
| 6 de outubro  | 6 de outubro  | Realização do primeiro turno das eleições municipais. | Realizado |
| 11 de outubro | 25 de outubro | Veiculação da propaganda eleitoral gratuita no rádio e na televisão para o segundo turno. | Realizado |
| 27 de outubro | 27 de outubro | Realização de um eventual segundo turno nas cidades com mais de 200 mil eleitores em que o candidato a prefeito mais votado não tenha atingido a metade mais um dos votos válidos.                                                                  | Realizado |

## Candidatos à prefeitura
| Nº | Prefeito(a)  | Prefeito(a)          | Prefeito(a)       | Prefeito(a)                                                       | Vice Prefeito(a) | Vice Prefeito(a) | Vice Prefeito(a) | Vice Prefeito(a)  | Vice Prefeito(a)                                    | Coligação Partido(s)                                                                                                   |
| Nº | Candidato(a) | Candidato(a)         | Partido Federação | Cargos relevantes                                                 | Candidato(a)     | Candidato(a)     | Candidato(a)     | Partido Federação | Cargos relevantes                                   | Coligação Partido(s)                                                                                                   |
| -- | ------------ | -------------------- | ----------------- | ----------------------------------------------------------------- | ---------------- | ---------------- | ---------------- | ----------------- | --------------------------------------------------- | --- |
| 10 |              | Galileu Moraes       | Republicanos      | - Deputado Estadual (2019-2022) - Médico                          |                  |                  | Marcelino Lobato | Republicanos      | - Médico                                            | Pra cuidar e transformar Abaeté Republicanos e DC                                                                      |
| 11 |              | Adamor Bitencourt    | PP                | - Empresário                                                      |                  |                  | Cláudio Lobato   | Avante            | - Vice-Prefeito de Abaetetuba (2021-2024)           | A mudança começa agora PP, Avante, Solidariedade, PRD, PRTB e PMB                                                      |
| 15 |              | Francineti Carvalho  | MDB               | - Prefeita de Abaetetuba (2021–atualmente, 2009-2016) - Psicóloga |                  |                  | Edileuza Muniz   | PT FE Brasil      | - Vereadora por Abaetetuba (2009–2020) - Professora | Juntos para o trabalho continuar MDB, FE Brasil (PT, PCdoB e PV), UNIÃO, PODE e Fed. PSDB Cidadania (PSDB e Cidadania) |
| 22 |              | Marcos Paulo Miranda | PL                | - Bancário                                                        |                  |                  | Marcelo Trindade | PL                | - Médico                                            | Sem Coligação |
| 40 |              | Edinho Feio          | PSB               | - Vereador por Abaetetuba (2021–2024) - Empresário                |                  |                  | Neylla Silva     | PSB               | - Advogada                                          | Juntos com o povo, por Abaetetuba PSB, PDT, Fed. PSOL REDE (PSOL e REDE) e Agir                                        |

## Candidatos à vereança
A regra eleitoral permite que um Partido ou Federação indique uma chapa que contenha, no máximo, 100% das vagas em disputa mais 1. No caso de Abaetetuba, o número máximo de candidaturas é de 16.
A tabela a seguir apresenta o número de candidaturas em cada Partido e Federação, estando agrupados a partir de coligações na disputa do poder executivo. Lembre-se que a coligação em eleições proporcionais não existe mais no Brasil, sendo demonstrada a coligação majoritária apenas a título de visualização agrupada.
| Coligação ao executivo                              | Partido ou federação | Partido ou federação | Candidatos | Candidatos | Candidatos | Candidatos |
| --------------------------------------------------- | -------------------- | -------------------- | ---------- | ---------- | ---------- | ---------- |
| Juntos para o trabalho continuar (75 candidatos)    |                      |                      |            |            |            |            |
|                                                     | PSDB-Cidadania       | 16                   |            | PSDB       | 16         |            |
|                                                     | PSDB-Cidadania       | 16                   | Cidadania  | 0          |            |            |
|                                                     | UNIÃO                | 16                   | 16         | 16         | 16         |            |
|                                                     | PODE                 | 16                   | 16         | 16         | 16         |            |
|                                                     | MDB                  | 14                   | 14         | 14         | 14         |            |
|                                                     | FE Brasil            | 13                   |            | PT         | 9          |            |
|                                                     | FE Brasil            | 13                   | PV         | 4          |            |            |
|                                                     | FE Brasil            | 13                   | PCdoB      | 0          |            |            |
| Juntos com o povo, por Abaetetuba (58 candidatos)   |                      |                      |            |            |            |            |
|                                                     | PDT                  | 15                   | 15         | 15         | 15         |            |
|                                                     | Agir                 | 15                   | 15         | 15         | 15         |            |
|                                                     | PSOL-REDE            | 15                   |            | PSOL       | 8          |            |
|                                                     | PSOL-REDE            | 15                   | REDE       | 7          |            |            |
|                                                     | PSB                  | 13                   | 13         | 13         | 13         |            |
| A mudança começa agora (47 candidatos)              |                      |                      |            |            |            |            |
|                                                     | PRD                  | 16                   | 16         | 16         | 16         |            |
|                                                     | PP                   | 14                   | 14         | 14         | 14         |            |
|                                                     | Solidariedade        | 9                    | 9          | 9          | 9          |            |
|                                                     | PMB                  | 8                    | 8          | 8          | 8          |            |
| Pra cuidar e transformar Abaeté (28 candidatos)     |                      |                      |            |            |            |            |
|                                                     | Republicanos         | 16                   | 16         | 16         | 16         |            |
|                                                     | DC                   | 12                   | 12         | 12         | 12         |            |
| Partidos e federações não coligadas (15 candidatos) |                      |                      |            |            |            |            |
|                                                     | PL                   | 15                   | 15         | 15         | 15         |            |
| Total                                               | Total                | Total                | 223        | 223        | 223        | 223        |

## Resultados

### Prefeito
| Candidato(a)             | Candidato(a)                  | Vice                            | 1º turno 6 de outubro | 1º turno 6 de outubro |
| Candidato(a)             | Candidato(a)                  | Vice                            | Votação               | Votação               |
| Candidato(a)             | Candidato(a)                  | Vice                            | Total                 | Percentagem           |
| ------------------------ | ----------------------------- | ------------------------------- | --------------------- | --------------------- |
|                          | Francineti Carvalho (MDB)     | Edileuza Muniz (PT)             | 42.368                | 41,72%                |
|                          | Adamor Bitencourt (PP)        | Cláudio Lobato (Avante)         | 42.336                | 41,69%                |
|                          | Galileu Moraes (Republicanos) | Marcelino Lobato (Republicanos) | 9.272                 | 9,13%                 |
|                          | Edinho Feio (PSB)             | Neylla Silva (PSB)              | 6.345                 | 6,25%                 |
|                          | Marcos Paulo Miranda (PL)     | Marcelo Trindade (PL)           | 1.232                 | 1,21%                 |
| → Total de votos válidos | → Total de votos válidos      | → Total de votos válidos        | 101.553               | 97,13%                |
| → Votos em branco        | → Votos em branco             | → Votos em branco               | 883                   | 0,84%                 |
| → Votos nulos            | → Votos nulos                 | → Votos nulos                   | 2.118                 | 2,03%                 |
| Total                    | Total                         | Total                           | 104.554               | 87,30%                |
| Abstenções               | Abstenções                    | Abstenções                      | 15.476                | 12,86%                |
| Total de inscritos       | Total de inscritos            | Total de inscritos              | 120.030               | 100%                  |

### Vereadores Eleitos
Foram eleitos 15 vereadores para a Câmara Municipal de Abaetetuba.

  MDB: 4
  UNIÃO: 3
  PSDB: 3
  PODE: 2
  PP: 1
  Republicanos: 1
  PT: 1

| Vereadores | Vereadores        | Partido      | Votação | %     | Cidade onde nasceu | UF         |
| ---------- | ----------------- | ------------ | ------- | ----- | ------------------ | ---------- |
|            | Max Fera          | MDB          | 3.446   | 3,37% | Abaetetuba         | Pará       |
|            | Michel Barbosa    | MDB          | 2.879   | 2,81% | Abaetetuba         | Pará       |
|            | Aluísio Corrêa    | PSDB         | 2.697   | 2,63% | Belém              | Pará       |
|            | Sotério Fagundes  | PSDB         | 2.642   | 2,58% | Abaetetuba         | Pará       |
|            | Gel Carvalho      | MDB          | 2.588   | 2,53% | Abaetetuba         | Pará       |
|            | Ezequiel Viegas   | UNIÃO        | 2.474   | 2,42% | Abaetetuba         | Pará       |
|            | Deonildo Sena     | PP           | 2.403   | 2,35% | Abaetetuba         | Pará       |
|            | Junior Sarges     | UNIÃO        | 2.333   | 2,28% | Abaetetuba         | Pará       |
|            | Cristiano Lopes   | MDB          | 2.286   | 2,23% | Abaetetuba         | Pará       |
|            | Edinício Cunha    | PSDB         | 2.282   | 2,23% | Abaetetuba         | Pará       |
|            | Sabiá Fernandes   | PODE         | 2.152   | 2,10% | Capanema           | Pará       |
|            | Silvânia Carvalho | UNIÃO        | 2.061   | 2,01% | Gameleira          | Pernambuco |
|            | Iraci Júnior      | PODE         | 1.692   | 1,65% | Abaetetuba         | Pará       |
|            | Reginaldo Mota    | Republicanos | 1.582   | 1,55% | Abaetetuba         | Pará       |
|            | Valdo Ferreira    | PT           | 1.364   | 1,33% | Abaetetuba         | Pará       |